# Fußball-Weltmeisterschaft 1930/Mexiko
Dieser Artikel behandelt die Mexikanische Nationalmannschaft bei der Fußball-Weltmeisterschaft 1930.

## Aufgebot
| Name                      | Damaliger Verein | Geburtsdatum  | Sp.      | Tore     | Platzverw. |
| Torhüter                  | Torhüter         | Torhüter      | Torhüter | Torhüter | Torhüter   |
| ------------------------- | ---------------- | ------------- | -------- | -------- | ---------- |
| Óscar Bonfiglio           | Club Marte       | 5. Okt. 1905  | 2        | 0        | 0          |
| Isidoro Sota              | Club América     | 4. Feb. 1902  | 1        | 0        | 0          |
| Verteidiger               |                  |               |          |          |            |
| Francisco Garza Gutiérrez | Club América     | 14. März 1904 | 1        | 0        | 0          |
| Rafael Garza Gutiérrez    | Club América     | 13. Dez. 1896 | 3        | 0        | 0          |
| Dionisio Mejía            | CF Atlante       | 6. Jan. 1907  | 1        | 0        | 0          |
| Alfredo Sánchez           | Club América     | 28. Mai 1904  | 3        | 0        | 0          |
| Läufer                    |                  |               |          |          |            |
| Efraín Amézcua            | CF Atlante       | 3. Aug. 1907  | 2        | 0        | 0          |
| Juan Carreño              | CF Atlante       | 14. Aug. 1909 | 3        | 1        | 0          |
| Hilario López             | Club Marte       | 18. Nov. 1907 | 3        | 0        | 0          |
| Raymundo Rodríguez        | Club Marte       | 15. Apr. 1905 | 1        | 0        | 0          |
| Felipe Rosas              | CF Atlante       | 5. Feb. 1907  | 3        | 0        | 0          |
| Manuel Rosas              | CF Atlante       | 17. Apr. 1912 | 3        | 2        | 0          |
| Stürmer                   |                  |               |          |          |            |
| Jesús Castro              | Club América     | 18. Okt. 1908 | 0        | 0        | 0          |
| Roberto Gayón             | Club América     | 11. März 1910 | 2        | 1        | 0          |
| Felipe Olivares           | CF Atlante       | 5. Feb. 1905  | 1        | 0        | 0          |
| Luis Pérez                | Necaxa           | 1907          | 2        | 0        | 0          |
| José Ruiz                 | Necaxa           | 1904          | 2        | 0        | 0          |
| Trainer                   |                  |               |          |          |            |
| Juan Luque de Serrallonga |                  | 31. Mai 1882  |          |          |            |

(Anmerkung: Die Rückennummern wurden im internationalen Fußball erst 1939 eingeführt.)

## Spiele

### Vorrunde

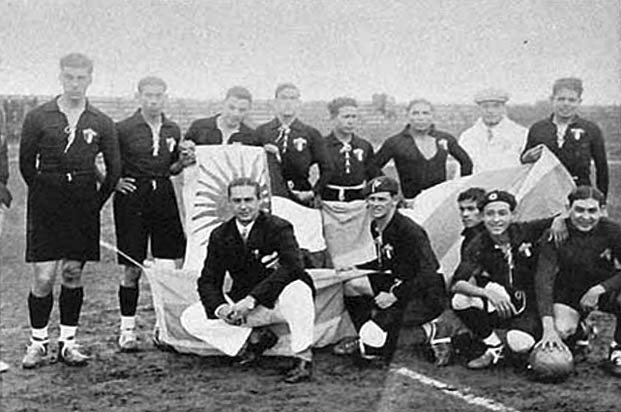
Das mexikanische Team vor dem WM-Eröffnungsspiel gegen Frankreich.

| Pl. | Land        | Sp. | S | U | N | Tore    | Diff. | Punkte |
| --- | ----------- | --- | - | - | - | ------- | ----- | ------ |
| 1.  | Argentinien | 3   | 3 | 0 | 0 | 010:400 | +6    | 06:0   |
| 2.  | Chile       | 3   | 2 | 0 | 1 | 005:300 | +2    | 04:20  |
| 3.  | Frankreich  | 3   | 1 | 0 | 2 | 004:300 | +1    | 02:40  |
| 4.  | Mexiko      | 3   | 0 | 0 | 3 | 004:130 | −9    | 0:60   |

|                                                                |   |        |           |
| So., 13. Juli 1930 um 15:00 Uhr im Estadio Pocitos             |   |        |           |
| Frankreich                                                     | – | Mexiko | 4:1 (3:0) |
| Mi., 16. Juli 1930 um 14:45 Uhr im Estadio Gran Parque Central |   |        |           |
| Chile                                                          | – | Mexiko | 3:0 (1:0) |
| Sa., 19. Juli 1930 um 15:00 Uhr im Estadio Centenario          |   |        |           |
| Argentinien                                                    | – | Mexiko | 6:3 (3:1) |

### Spielberichte
Mexiko gehörte neben Frankreich, Belgien und den USA zu den vier Mannschaften, die die ersten WM-Spiele überhaupt bestritten. Am 13. Juli 1930 wurden zeitgleich um 15:00 Uhr (Ortszeit Montevideo) die ersten beiden Spiele der WM-Geschichte angepfiffen: im Estadio Pocitos das Vorrundenspiel der Gruppe A zwischen Frankreich und Mexiko (4:1) sowie im Parque Central das Spiel der Gruppe D zwischen den USA und Belgien (3:0).
Das von Lucien Laurent in der 19. Minute erzielte 1:0 für Frankreich ging als erstes WM-Tor in die Geschichte ein, womit gleichzeitig der Mexikaner Óscar Bonfiglio der erste Torhüter der WM-Geschichte war, der ein Gegentor hinnehmen musste. Das Tor von Juan Carreño zum 1:3-Zwischenstand aus Sicht von Mexiko in der 70. Minute war zugleich der erste Treffer in der WM-Geschichte Mexikos.
In der 23. Minute war Frankreichs Torhüter Alex Thépot mit dem mexikanischen Stürmer Hilario López zusammengeprallt und hatte sich dabei so schwer verletzt, dass er nicht mehr weiter spielen konnte. Weil damals noch keine Spielerwechsel möglich waren, mussten die Franzosen die restliche Zeit mit nur zehn Mann spielen und Mittelfeldspieler Augustin Chantrel das Tor hüten. Obwohl es zum Zeitpunkt ihrer Dezimierung nur 1:0 stand, gewann Frankreich das über weite Strecken in Unterzahl geführte Spiel deutlich mit 4:1. Für Ernesto Sota, den seinerzeitigen Chef der mexikanischen Delegation, war der Grund für diese Niederlage schnell gefunden: „Die Kälte hat unseren Spielern die Energie geraubt.“ Der mexikanische Trainer Juan Luque de Serrallonga hatte eine andere Sicht der Dinge. Für ihn war Torwart Bonfiglio der Hauptschuldige für die hohe Niederlage, so dass er ihn im nächsten Spiel durch Isidoro Sota (Bruder von Ernesto Sota) ersetzte.
Allerdings unterlief Sota im nächsten Spiel gegen Chile ebenfalls ein folgenschwerer Fehler, der zu einem Gegentor führte, so dass der zuvor gescholtene Bonfiglio für die letzte Begegnung gegen Argentinien ins Tor zurückkehrte. Für die hohe Niederlage im zweiten Spiel gegen Chile machte Mexikos Trainer mehrere Faktoren verantwortlich: eine schwache Schiedsrichterleistung, die seine Mannschaft in einigen Szenen benachteiligt habe, Pech in einigen Schlüsselszenen und spielentscheidende individuelle Fehler einiger seiner Spieler, die Tore des Gegners begünstigt hatten. Neben dem bereits erwähnten Torwartfehler zählte hierzu auch das Eigentor zum vorentscheidenden 0:2 durch Manuel Rosas. Nach diesem Malheur wurde Manuel Rosas Sánchez „el Chaquetas“, der die ersten beiden WM-Spiele auf seiner Stammposition in der Verteidigung absolviert hatte, von Trainer Serrallonga im letzten Spiel gegen Argentinien in den Angriff beordert. Rosas gelangen in diesem Spiel zwei Tore, wodurch er der erste Doppeltorschütze Mexikos in einem WM-Spiel wurde. Außerdem erzielte er in der 42. Minute zum 1:3 das erste Elfmetertor in der WM-Geschichte. Im selben Spiel hatte es bereits in der 23. Minute einen Elfmeter gegeben, der jedoch nicht verwandelt werden konnte, weil der für dieses Spiel wieder aufgestellte Bonfiglio den von Paternóster getretenen Strafstoß parieren konnte. In der 65. Minute gab es einen weiteren Elfmeter für die Mexikaner. Beim ersten Versuch scheiterte Rosas zunächst am argentinischen Keeper Bossio, ehe er im Nachschuss doch noch verwandeln konnte.